# (523643) 2010 TY53
2010 تي واي 53 (ويعرف أيضًا باسم (523643) 2010 تي واي 53 وفق تسمية الكوكب الصغير) (بالإنجليزية: 2010 TY53)‏ هو كويكب ضمن حزام الكويكبات؛ وترتيبه 523643 من حيث الاكتشاف.
اكتُشف هذا الجُرم الفلكي بواسطة دافيد ربينويتز في 2010.

## وصلات خارجية
- (523643) 2010 TY53 في قاعدة بيانات مختبر الدفع النفاث لأجرام النظام الشمسي الصغيرة

- الاكتشاف · مخطط المدار ·  العناصر المدارية · المعلمات المادية

- (523643) 2010 TY53 على موقع ويكي سكاي: DSS2, SDSS, GALEX, IRAS, Hydrogen α, X-Ray, Astrophoto, Sky Map, Articles and images

قالب:الكواكب الصغيرة: 523001–524000